# 聖家族の家
社会福祉法人 聖家族の家（- せいかぞくのいえ）は、大阪市東住吉区に本拠地を置く社会福祉法人。

## 概要
1933年（昭和8年）に聖ビンセンシオ・ア・パウロの愛徳姉妹会より派遣されたシスター4名により大阪市西成区で「聖心セッツルメント」が開設され、セトルメント・隣保館事業を開始し、児童養護もはじめた。その後、拠点を大阪市東住吉区に移す。戦後は、現在の長居公園の大阪市立自然史博物館付近の元兵舎を大阪市より借り受けて、戦災被害を受けた老人・婦人・浮浪児を収容した。
1950年（昭和25年）からオライリー軍曹を中心とした米陸軍歩兵第27部隊（狼犬部隊）の援助により施設の整備が進んだ。なお、1955年には「やさしい狼犬部隊（Three Stripes in the Sun）」としてアメリカで映画化されている。現在に至るまで、聖家族の家と米陸軍の交流は続いている。
現在は、児童養護施設を中心に子供関係を中心に幅広い事業を展開している。

## 沿革
- 1953年（昭和28年）4月7日 - 社会福祉法人 愛徳童貞会設立認可
- 1970年（昭和45年）5月1日 - 社会福祉法人 愛徳姉妹会に法人名変更
- 2006年（平成18年）11月16日 - 社会福祉法人 聖家族の家に法人名変更

## 施設
- 聖家族の家（児童養護施設）                                                                                                                                             大阪府大阪市東住吉区南田辺4‐5‐2

- 聖母託児園（乳児院)                                                                                                                                                       大阪府大阪市東住吉区南田辺4-4-19